# 卡皮里姆波希縣

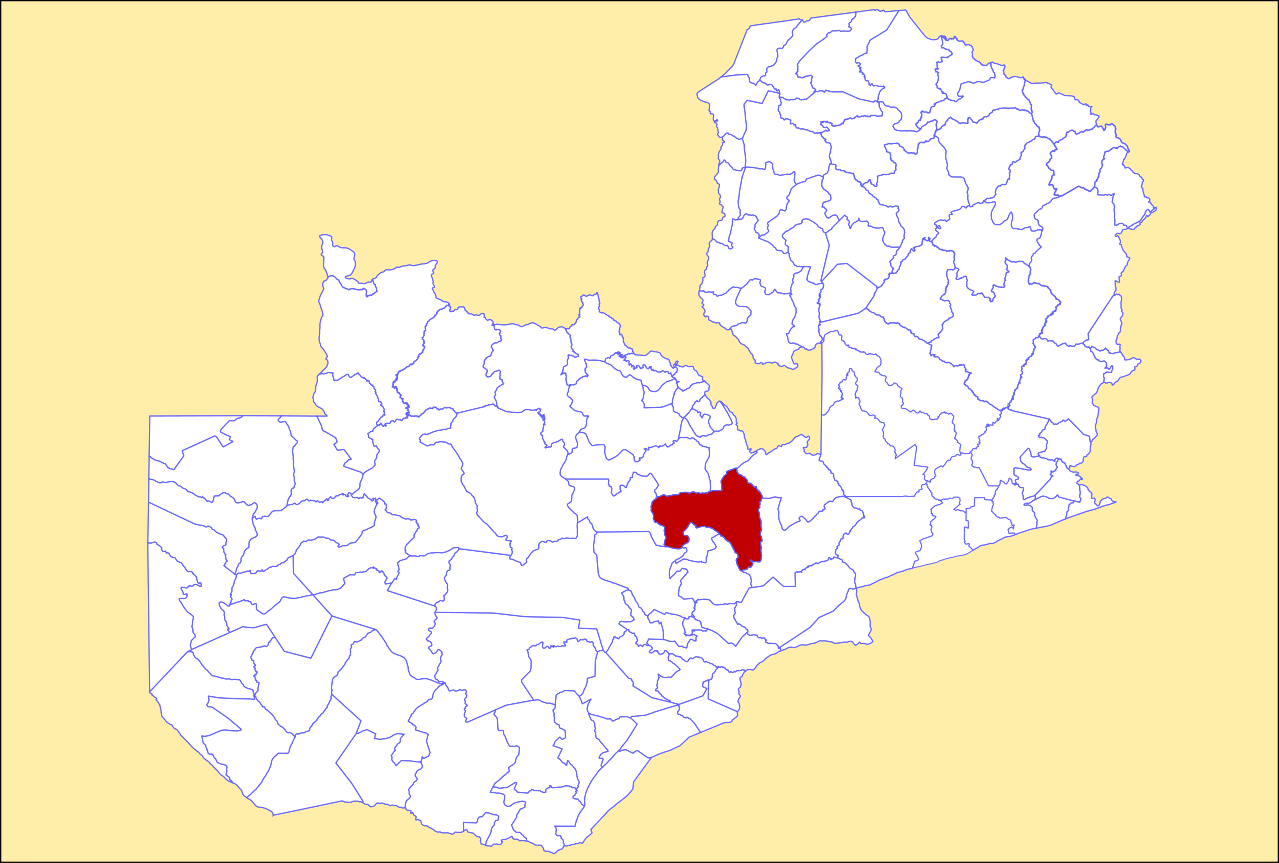

14°05′S 28°31′E / 14.083°S 28.517°E
卡皮里姆波希縣（英語：Kapiri Mposhi District），是贊比亞的縣份，位於該國中部，由中央省負責管轄，首府設於卡皮里姆波希，面積17,219平方公里，2015年人口294,971，人口密度每平方公里17人。